# Cisto
Um cisto ou quisto (do grego: kystis; "saco") é um tumor benigno revestido por uma membrana de tecido epitelial. Pode conter fluidos, material semi-sólido ou pastoso. Tem um crescimento lento e normalmente não causa dor. Uma coleção de pus é chamada abscesso, e não cisto. Dependendo da causa e local um cisto pode desaparecer mesmo sem tratamento, pode nunca desaparecer ou pode ser removido através de cirurgia. Os cistos podem se formar dentro de qualquer órgão, mas são mais visíveis, e portanto mais diagnosticados, na pele.

## Causas
As causas mais comuns de cistos são:
- Infecção
- Entupimento das glândulas sebáceas (por exemplo a acne)
- Ao redor de um objeto estranho
- Resposta a uma alteração hormonal
- Anormalidade no desenvolvimento

## Localizações
- Cisto da acne (pseudocistos na pele)
- Ceratocisto (nas mandíbulas)
- Cisto aracnóide (entre a superfície do cérebro e da base craniana, na membrana aracnóide)
- Cisto de Baker ou cisto poplíteo (atrás da articulação do joelho)
- Cisto de Bartholin (de glândulas vaginais)
- Cisto calázio (na pálpebra)
- Cisto coloide (no cérebro)
- Cistos cisticercais (o estágio larval da Taenia sp.)
- Cisto dentígero (associados com as coroas dos dentes não erupcionados)
- Cisto dermoide (nos ovários ou testículos)
- Cisto epididimal (nos testículos)
- Cisto glial (no cérebro)
- Cisto vaginal (nas glândula de Bartholin ou nas glândulas de Skene)
- Cisto hidático (estágio larval do Echinococcus granulosus, geralmente no fígado ou pulmão)
- Doença hepática policística (no fígado)
- Cisto mamário (nos ductos de leite)
- Cisto Meibomiano (pálpebra)
- Cisto mucoide (ganglionar)
- Cisto de Naboth (no cérvix)
- Cisto ovariano
- Cisto paratubário (na tuba uterina)
- Cisto periapical (na boca, também conhecido como cisto radicular)
- Cisto peritoneal (no revestimento da cavidade abdominal)
- Cisto pilar (na base do pelo)
- Cisto pilonidal (no cóccix)
- Cisto pineal (no cérebro)
- Cisto radicular (associado à raízes de dentes não vitais, também conhecido como cisto periapical)
- Cisto renal (nos rins)
- Cisto sebáceo (nas glândulas sebáceas da pele)
- Cisto sinovial (em articulações e tendões nas mãos/pés)
- Cisto testicular
- Cisto de Tarlov (coluna vertebral)
- Cisto na corda vocal
- Cisto tireoglosso (no pescoço)